# Калужница
Калу́жница (лат. Cáltha) — небольшой род многолетних травянистых растений семейства Лютиковые (Ranunculaceae), обитающих во влажных или заболоченных местах.
Разные источники указывают количество от 3 до 40 видов. На территории бывшего СССР произрастает 6 видов.

## Название
Научное латинское название происходит от греческого слова calyx или calathos, означающего «чаша» или «корзина», вероятно, описывающего открытый цветок растения.
Многие латинские названия цветковых растений начинаются схожим образом: Calendula officinalis, Calla palustris.
Русское название рода, возможно, из-за любви растения к воде, образовано от старорусского калужа, что означает «болото» или просто «лужа».  Другие народные названия растения: лягушатник, водяная змейка.

## Ботаническое описание

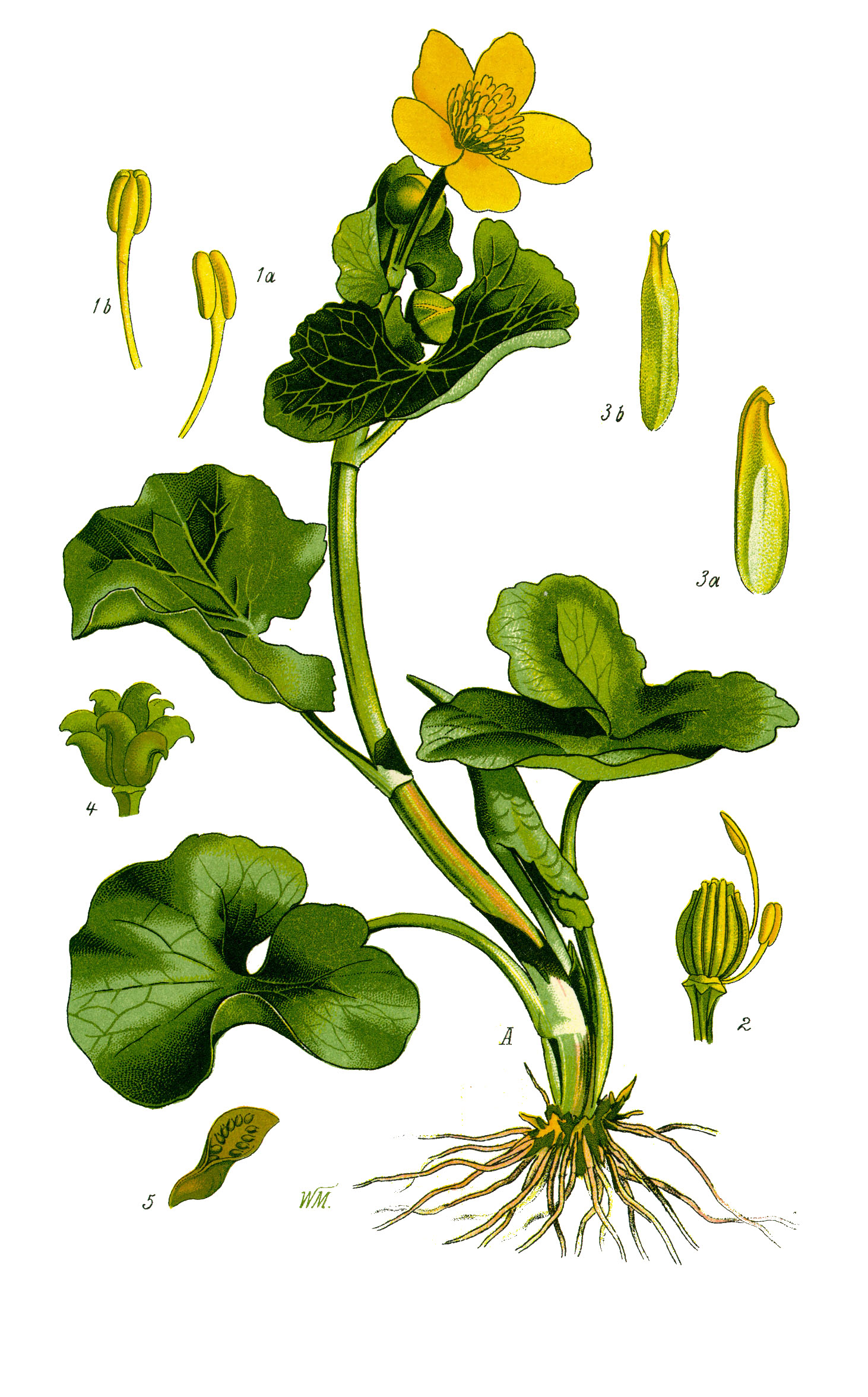
. Ботаническая иллюстрация из книги О. В. Томе Flora von Deutschland, Österreich und der Schweiz, 1885

Корневая система состоит из коротких корневищ с простой структурой.
Стебель ветвистый, часто толстый — до 2,5 мм в диаметре. Высота растения 15—80 см.
Листья  цельные или слегка лопастные, очерёдные, гладкие, округлые с сердцевидным основанием.
Цветки крупные, правильные обоеполые, жёлтого или белого цвета. Околоцветник простой, венчиковидный, из пяти или более листочков. Тычинки и пестики многочисленные, сидящие по спирали на одном плоском цветоложе. Завязь одногнёздная, со многими семяпочками. На каждом растении имеется небольшое число цветков, чаще одиночных.
Плод состоит из множества (2—5—12) листовок, раскрывающихся вдоль внутреннего шва.

## Распространение
Представители рода встречаются в умеренных и холодных зонах обоих полушарий. Калужница болотная проникает на север в российскую Арктику, в Исландию и арктическую Скандинавию.
Растут по болотам, сырым лугам, берегам рек и водоёмов, иногда в воде.

## Значение и применение

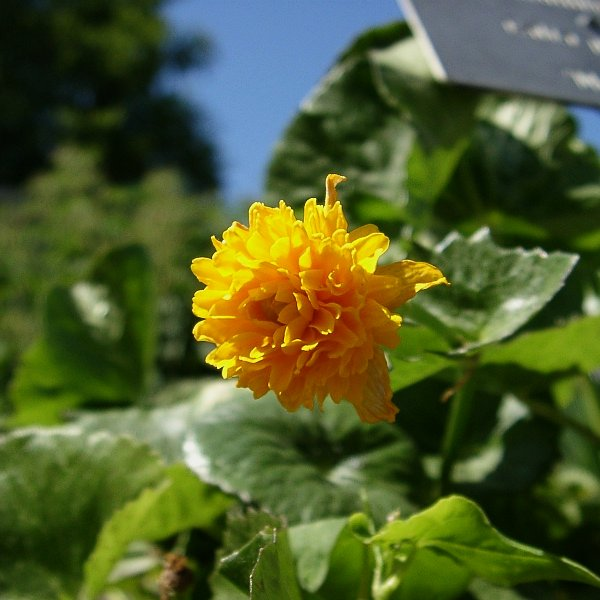
Культивар калужницы болотной 'Multiplex'

Калужница болотная находит применение в медицине. Её маринованные бутоны употребляются в пищу.
Некоторые виды нашли применение в ландшафтном дизайне, чему послужила неприхотливость растения и широта его ареала. Имеются садовые формы, популярные у садоводов.
Растение ядовито.

## Классификация

### Таксономия
Caltha  L., 1753, Sp. Pl. : 558
Род Калужница относится к семейству Лютиковые (Ranunculaceae) порядка Лютикоцветные (Ranunculales). Кладограмма в соответствии с Системой APG IV по состоянию на декабрь 2023 года:
|  |                                      |  |                                   |                                   |                     |  | ещё 6 семейств |             |               |                                                           |
|  |                                      |  |                                   |                                   |                     |  |                |             |               | 7 подтвержденных видов и 9 видов, ожидающих подтверждения |
|  |                                      |  |                                   | порядок Лютикоцветные             |                     |  |                |             | род Калужница |                                                           |
|  |                                      |  |                                   | порядок Лютикоцветные             |                     |  |                |             | род Калужница |                                                           |
|  | отдел Цветковые, или Покрытосеменные |  |                                   |                                   | семейство Лютиковые |  |                |             |               |                                                           |
|  | отдел Цветковые, или Покрытосеменные |  |                                   |                                   |                     |  |                |             |               |                                                           |
|  |                                      |  | ещё 63 порядка цветковых растений | ещё 63 порядка цветковых растений |                     |  |                | ещё 53 рода | ещё 53 рода   |                                                           |
|  |                                      |  |                                   | ещё 63 порядка цветковых растений |                     |  |                |             | ещё 53 рода   |                                                           |

## Виды
- Caltha biflora DC.
- Caltha chionophila Greene
- Caltha dysosmoides Tao Zhang, Bing Liu, Y.Q.Hao, Y.Yang & Y.J.Lai
- Caltha leptosepala DC. — Калужница тонколепестная
- Caltha palustris L. typus[7] — Калужница болотная
  - включая разновидность Caltha palustris var. alba (Cambess.) Hook.f. & Thomson - Калужница белая
- Caltha scaposa Hook.f. & Thomson
- Caltha sinogracilis W.T.Wang

Ранее входивший в род Калужница вид Caltha natans Pall. — Калужница плавающая, или Такла плавающая включен в монотипный род Такла (Thacla).